# Berta d'Olanda
Berta d'Olanda, o anche Berta di Frisia (1058 circa – Montreuil-sur-Mer, 30 luglio 1093), fu regina consorte dei Franchi in seguito al matrimonio con Filippo I di Francia.
Era figlia di Fiorenzo I d'Olanda, conte della Frisia Occidentale, e di Gertrude di Sassonia. Fu madre di Luigi VI di Francia.

## Biografia
Alla morte di suo padre, nel 1061, la madre si risposò con Roberto, figlio cadetto di Baldovino V delle Fiandre, che assunse la tutela dei figliastri e la reggenza della Frisia occidentale, venendo così soprannominato Roberto il Frisone.
Nel 1071 Teodorico V d'Olanda, fratello maggiore di Berta, raggiunse la maggiore età e prese il governo della Contea d'Olanda, col titolo di conte d'Olanda.
Dopo la morte del fratello maggiore di Roberto, Baldovino VI, il governo della vedova di questi, Richilde di Hainaut, suscitò il malcontento tra i fiamminghi. Roberto prese la testa della rivolta, sconfiggendo Richilde e suo figlio, il conte Arnolfo III, e s'impadronì di Lilla. Richilde domandò aiuto al re di Francia, Filippo I, che intervenne alla testa di un'armata. Il 22 febbraio 1071 Roberto sconfisse Filippo a Bavinckhove, vicino Cassel, ed Arnolfo rimase ucciso in battaglia.
Roberto divenne quindi conte di Fiandra, a detrimento di suo nipote, Baldovino II di Hainaut, figlio cadetto di Baldovino VI e di Richilde.
Nella sua prima impresa militare, re Filippo venne sconfitto da un vassallo ribelle: le truppe non mostrarono molte virtù militari, così non gli restò che negoziare per via diplomatica. Col riconoscimento di Roberto il Frisone come conte di Fiandra, fu stipulato un trattato di pace suggellato dal matrimonio del sovrano con Berta, figliastra di Roberto.

## Matrimonio e discendenza

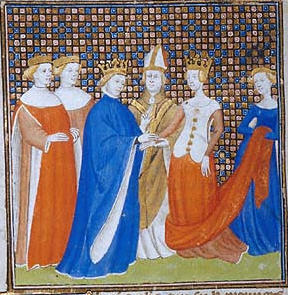
l matrimonio di Berta e Filippo I

Il matrimonio si celebrò nel 1072, e in totale la coppia ebbe cinque figli:
- Costanza (1078 circa - 1126), sposò Ugo I di Champagne, quindi, in seguito ad annullamento del matrimonio, sposò Boemondo I d'Antiochia
- Luigi (1081 - 1137), re di Francia col nome di Luigi VI il Grosso
- Henri (1083 - morto giovane)
- Charles (1085 - morto giovane)
- Eudes (1087 - morto giovane)

La famiglia di Berta sembra aver avuto una certa influenza sulla vita politica del regno. Nel 1090, stanco della moglie e della tutela strisciante nata dalla sconfitta e dal matrimonio, Filippo fece rinchiudere Berta nel castello di Montreuil-sur-Mer, che costituiva il grosso della sua dote. Poi, prevedendo di risposarsi, la ripudiò (1092), adducendo una fittizia consanguineità. Inviò un'ambasciata al conte Ruggero I di Sicilia, chiedendo di sposarne la figlia, Emma.
Fu nel 1092 che Bertrada di Montfort, moglie di Folco IV d'Angiò, e Filippo si incontrarono; lui la fece rapire, e poco dopo la sposò, con grande scandalo della cristianità.
Guglielmo di Malmesbury, cronista anglo-normanno, quindi favorevole ai Plantageneti contro la casa reale francese, insinua in una versione tardiva del suo De gestis regum Anglorum, che Filippo fosse oltremodo sensibile al fascino femminile, e Berta troppo grassa: luogo comune tra i religiosi, Bertrada, sposa infedele ed ambiziosa, avrebbe sedotto il re incolpevole.
Berta morì a Montreuil il 30 luglio 1093.

## Ascendenza
|                         |                        |                          | Genitori                |  |  | Nonni |  |  | Bisnonni         |  |  | Trisnonni             |  |
|                         |                        |                          |                         |  |  |       |  |  | Arnolfo d'Olanda |  |  | Teodorico II d'Olanda |  |
|                         |                        |                          |                         |  |  |       |  |  | Arnolfo d'Olanda |  |  | Teodorico II d'Olanda |  |
|                         |                        | Hildegarda di Fiandra    |                         |  |  |       |  |  | Arnolfo d'Olanda |  |  |                       |  |
| Teodorico III d'Olanda  |                        |                          |                         |  |  |       |  |  | Arnolfo d'Olanda |  |  |                       |  |
|                         |                        | Liutgarda di Lussemburgo | Sigfrido di Lussemburgo |  |  |       |  |  |                  |  |  |                       |  |
|                         |                        | Liutgarda di Lussemburgo | Sigfrido di Lussemburgo |  |  |       |  |  |                  |  |  |                       |  |
|                         |                        | Liutgarda di Lussemburgo | Edvige di Nordgau       |  |  |       |  |  |                  |  |  |                       |  |
| Fiorenzo I d'Olanda     |                        | Liutgarda di Lussemburgo |                         |  |  |       |  |  |                  |  |  |                       |  |
|                         |                        | Bernardo I di Sassonia   | Ermanno di Sassonia     |  |  |       |  |  |                  |  |  |                       |  |
|                         |                        | Bernardo I di Sassonia   | Ermanno di Sassonia     |  |  |       |  |  |                  |  |  |                       |  |
|                         |                        | Bernardo I di Sassonia   | Oda Billunger           |  |  |       |  |  |                  |  |  |                       |  |
| Otelinda di Sassonia    |                        | Bernardo I di Sassonia   |                         |  |  |       |  |  |                  |  |  |                       |  |
|                         |                        | Ildegarda di Stade       | Enrico I di Stade       |  |  |       |  |  |                  |  |  |                       |  |
|                         |                        | Ildegarda di Stade       | Enrico I di Stade       |  |  |       |  |  |                  |  |  |                       |  |
|                         |                        | Ildegarda di Stade       | Ildegarda di Reinhausen |  |  |       |  |  |                  |  |  |                       |  |
| Berta d'Olanda          |                        | Ildegarda di Stade       |                         |  |  |       |  |  |                  |  |  |                       |  |
|                         | Bernardo I di Sassonia | Ermanno di Sassonia      |                         |  |  |       |  |  |                  |  |  |                       |  |
|                         | Bernardo I di Sassonia | Ermanno di Sassonia      |                         |  |  |       |  |  |                  |  |  |                       |  |
|                         | Bernardo I di Sassonia | Oda Billunger            |                         |  |  |       |  |  |                  |  |  |                       |  |
| Bernardo II di Sassonia | Bernardo I di Sassonia |                          |                         |  |  |       |  |  |                  |  |  |                       |  |
|                         |                        | Ildegarda di Stade       | Enrico I di Stade       |  |  |       |  |  |                  |  |  |                       |  |
|                         |                        | Ildegarda di Stade       | Enrico I di Stade       |  |  |       |  |  |                  |  |  |                       |  |
|                         |                        | Ildegarda di Stade       | Ildegarda di Reinhausen |  |  |       |  |  |                  |  |  |                       |  |
| Gertrude Billung        |                        | Ildegarda di Stade       |                         |  |  |       |  |  |                  |  |  |                       |  |
|                         |                        | Enrico di Schweinfurt    | Bertoldo di Schweinfurt |  |  |       |  |  |                  |  |  |                       |  |
|                         |                        | Enrico di Schweinfurt    | Bertoldo di Schweinfurt |  |  |       |  |  |                  |  |  |                       |  |
|                         |                        | Enrico di Schweinfurt    | Eilika di Walbeck       |  |  |       |  |  |                  |  |  |                       |  |
| Eilika di Schweinfurt   |                        | Enrico di Schweinfurt    |                         |  |  |       |  |  |                  |  |  |                       |  |
|                         |                        | Gerberga di Gleiberg     | Eriberto di Wetterau    |  |  |       |  |  |                  |  |  |                       |  |
|                         |                        | Gerberga di Gleiberg     | Eriberto di Wetterau    |  |  |       |  |  |                  |  |  |                       |  |
|                         |                        | Gerberga di Gleiberg     | Irmtrud di Avalgau      |  |  |       |  |  |                  |  |  |                       |  |
|                         |                        | Gerberga di Gleiberg     |                         |  |  |       |  |  |                  |  |  |                       |  |